# Bahnhof Salurn

Der Bahnhof Salurn (italienisch Stazione di Salorno) befindet sich an der Brennerbahn im Süden Südtirols.

## Lage
Der Bahnhof befindet sich auf 211 m Höhe mitten im Talboden der Salurner Klause zwischen Salurn und dem bereits im Trentino liegenden Roveré della Luna. Mit dem Ortszentrum von Salurn ist er durch eine Brücke über die Brennerautobahn und die Etsch verbunden.

## Geschichte
Der Bahnhof wurde 1859 im Rahmen des Baus der Teilstrecke der Brennerbahn von Verona durch das Etschtal nach Bozen errichtet. Die Arbeiten dazu erfolgten unter der Oberdirektion von Alois von Negrelli, für die Gebäude der ersten errichteten Bahnhöfe (darunter in Salurn) zeichnete Ernst Hranatsch verantwortlich. Der Bau des Bahnhofs in Salurn bereitete technische Schwierigkeiten: Er entstand auf früherem Sumpfgebiet, weshalb ein Schotterdamm aufgeschüttet werden musste, der den damaligen Höchststand der Etsch um etwa einen Meter überragte.
1919 übernahmen die Ferrovie dello Stato Italiane die Baulichkeiten und veranlassten erste Umbauten im Aufnahmsgebäude. Gegen Ende der 1990er Jahre wurden Überdachungen für die Bahnsteige ergänzt sowie eine Unterführung errichtet. 2003 erfolgte eine Umgestaltung des Vorplatzes, bei der P+R-Haltestellen entstanden. 2019 wurde das Aufnahmsgebäude saniert und um einen Zubau erweitert.

## Baulichkeiten
Das Aufnahmsgebäude ist ein massiver Mauerwerksbau mit einer Durchgangs- und Wartehalle. Stilistisch ist das Erscheinungsbild an jenes italienischer Villenarchitektur angelehnt: Die Gebäudeteile sind konsequent symmetrisch angeordnet, der Eingangsbereich ist mit drei Portalbögen gestaltet; an weiteren architektonischen Elementen finden sich ein flaches Walmdach, Rustikaldekor im Erdgeschoß sowie stark profilierte Umfassungen der Fenster im Obergeschoß. Nördlich des Aufnahmsgebäudes besteht eine ehemalige Lagerhalle, die als schmale, langgestreckte Fachwerkkonstruktion realisiert wurde.

## Funktion
Der heutige Bahnhof Salurn ist betriebstechnisch lediglich ein Haltepunkt. Bedient wird er durch Regionalzüge der Trenitalia sowie der SAD.